# International Harvester Scout
International Harvester Scout — внедорожник, выпускавшийся компанией International Harvester с 1961 по 1980 годы. Будучи предшественником более совершенных внедорожников в будущем, он был создан как конкурент автомобилям Jeep, и изначально имел откидное ветровое стекло. Scout и Scout II выпускались в Форт-Уэйне, штат Индиана, в двухдверных кузовах внедорожников и пикапа со съёмным жёстким или мягким верхом.
International Harvester начал выпуск грузовиков и пикапов в 1907 году. В 1953 году появился пассажирский автомобиль на базе пикапа, Travelall. В конце 1950-х годов компания начала разработку конкурента двухдверного Jeep CJ 4x4. Модель 1961 года Scout 80 дебютировала в конце 1960-х годов.

## Scout 80

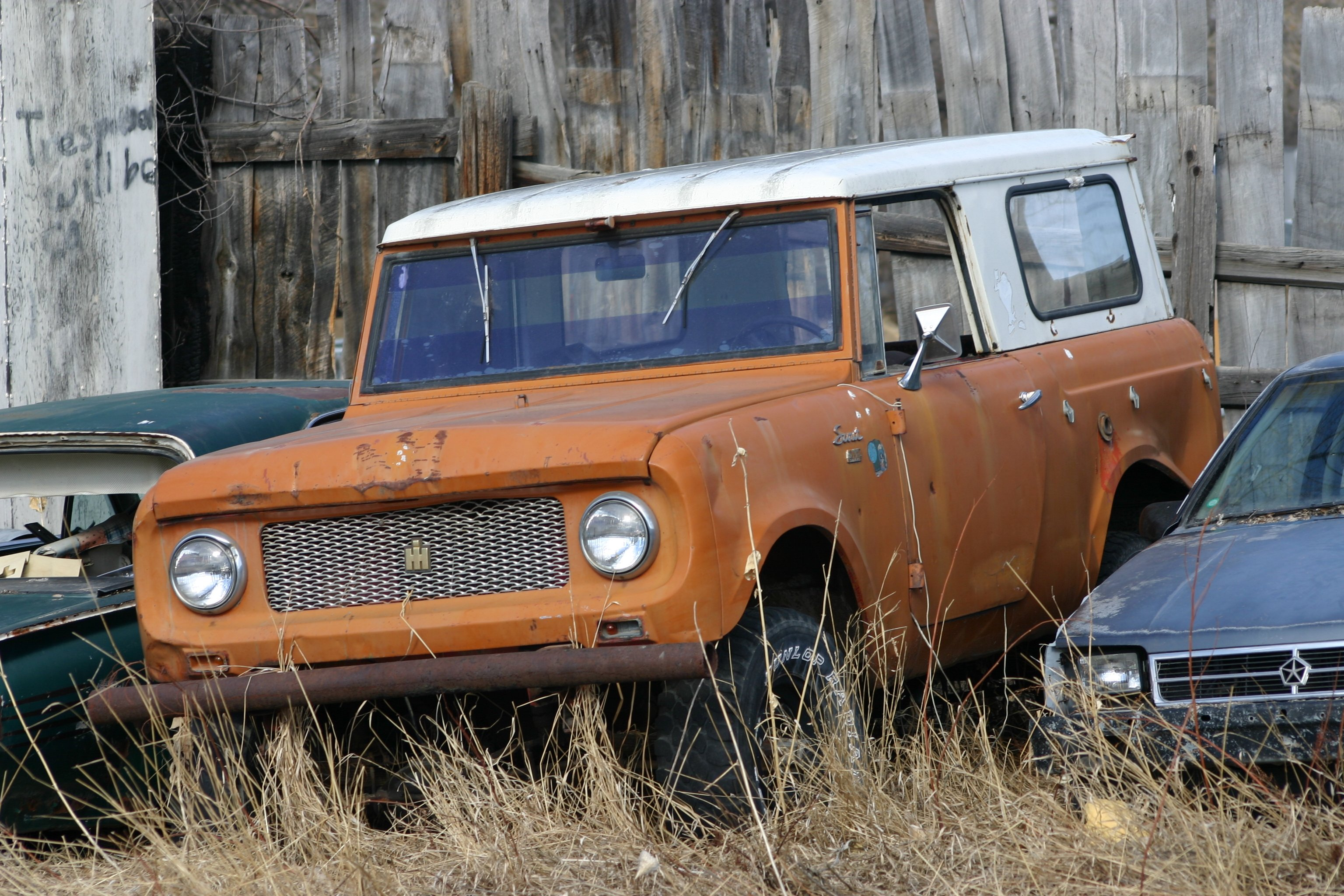
4x4 Scout 80 со съёмным верхом Traveltop

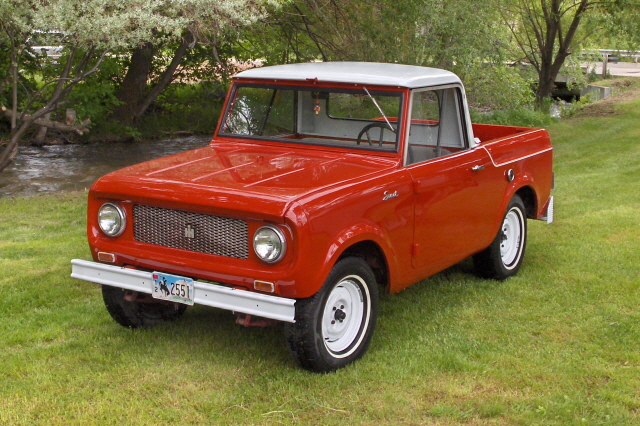
Пикап Scout 80 со съёмным жёстким верхом

Scout 80 выпускался между 1960 и 1965 годами. Эти модели идентифицировались с помощью съёмных раздвижных боковых окон в 1960—1961 годах и даже некоторые очень ранние модели 1962 года, откидным лобовым стеклом, вакуумными стеклоочистителями, крепящимися к верхней части лобового стекла и логотип IH, расположенном в центре решётки. Scout 80 имел в стандарте бензиновый рядный четырёхцилиндровый мотор 152.

### Red Carpet Series
Первая специальная комплектация «Red Carpet» (красная ковровая дорожка), была выпущена в честь выпуска 100 000 автомобилей Scout, в числе всего 3 000 единиц. Эта модель имела красный интерьер и белый кузов, а также специальный позолоченный медальон, прикреплённый к двери на котором написано «Custom». Этот Scout был выше, по сравнению с обычными моделями, и на рынке занимался привлечением людей, часто рекламировался с женщинами. Каждый дилер в США получил по одному Red Carpet Series Scout, используемую на парадах, в автосалонах и в рекламных целях.

### Scout 80 Campermobile
В начале 1960-х годов International экспериментировал с кемперами, крепящимися к Scout 80. Крыша была поднята почти в два раза от первоначальной высоты (для возможности стоять внутри), задняя часть кузова была значительно расширена. Система крышка багажника/задняя дверь была заменена на одну большую дверь в стиле скорой помощи. Планы состояли в том, что блок может быть приобретён в урезанном виде (установка $960), или как «люкс» версия, которые включает столик и отделённый химический туалет, который убирается в стену (установка $1850). Производство этих агрегатов было ограниченным и они очень редки сегодня.

## Scout 800

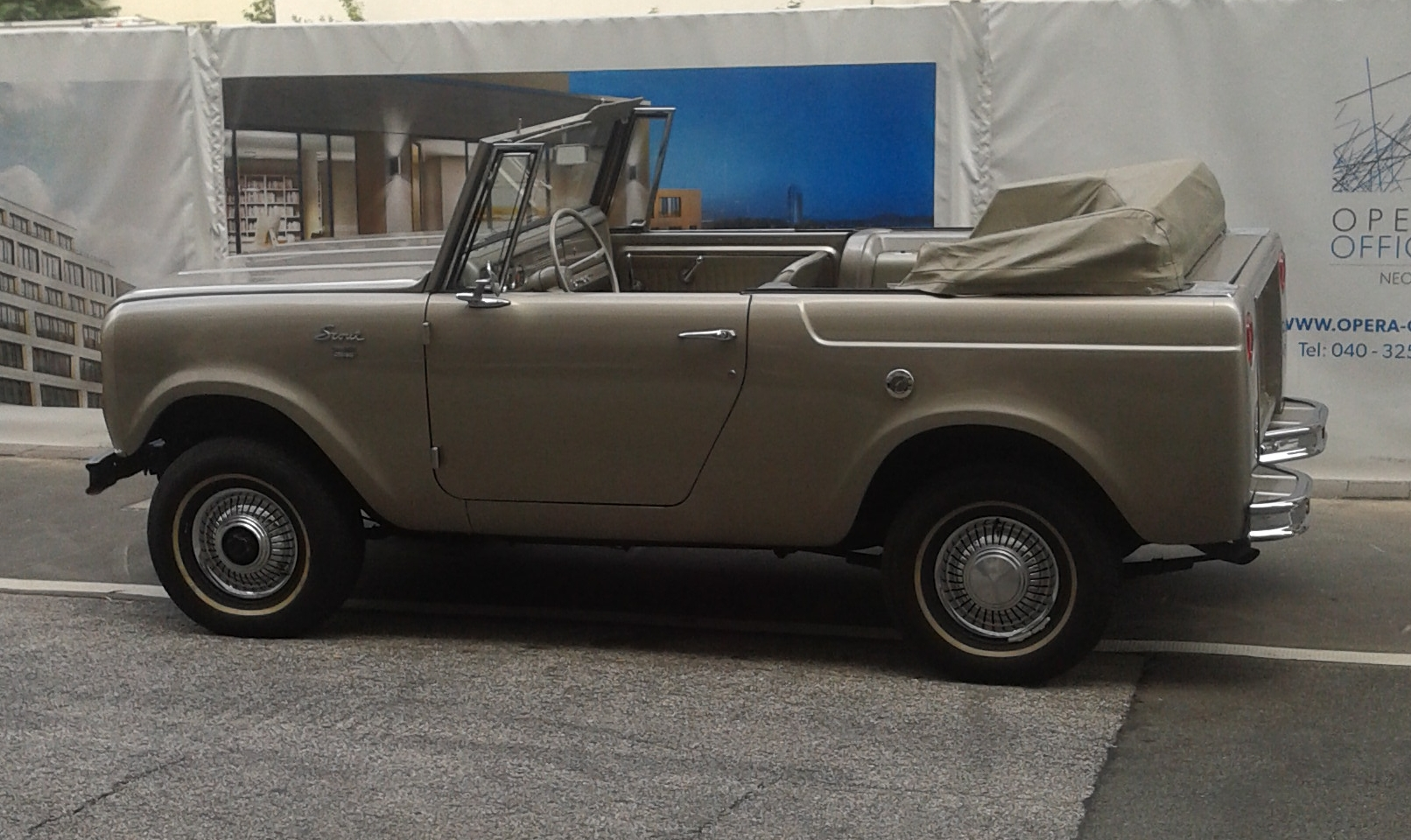
Кабриолет Scout 800 Sportop 1966—1968 годов

Scout 800 сменил Scout 80 в 1965 году. Новая модель 800 выпускалась с 1965 по 1968 годы. Эта модель получила множество улучшений в комфорте и дизайне, включая ковшеобразные сиденья, систему отопления, обновлённую приборную панель, дополнительные задние сидения, и опциональный рядный четырёхцилиндровый 196 двигатель (после 1966 года), или рядный шестицилиндровый 232 двигатель. Начиная с марта 1967 года стал доступен также двигатель V8. Внешне, изменения ограничились анодированной алюминиевой решёткой с прямоугольным логотипом «International», шильдик IH был перенесён на капот. Базовым двигателем является атмосферный четырёхцилиндровый «Comanche» 152 мощностью 93 л. с. (69 кВт), с доступной турбированной версией 152-T мощностью 111 л. с. (83 кВт). В августе 1966 года турбо версия была дополнена большим 196, использующим меньше топлива, и аналогичной мощности. Выпуск турбо версий был прекращён в начале 1968 года. Откидное лобовое стекло перестало устанавливаться на 800 (за исключением редких «прототипов» 800), и вакуумные стеклоочистители были перенесены в нижнюю часть рамы ветрового стекла.
В начале 1966 года, IH также предлагал Scout 800 Sportop, с обновлённым интерьером и уникальным стеклотканевым верхом (также доступен кабриолет) с наклонённой задней крышей и запасным колесом.

### Scout 800A

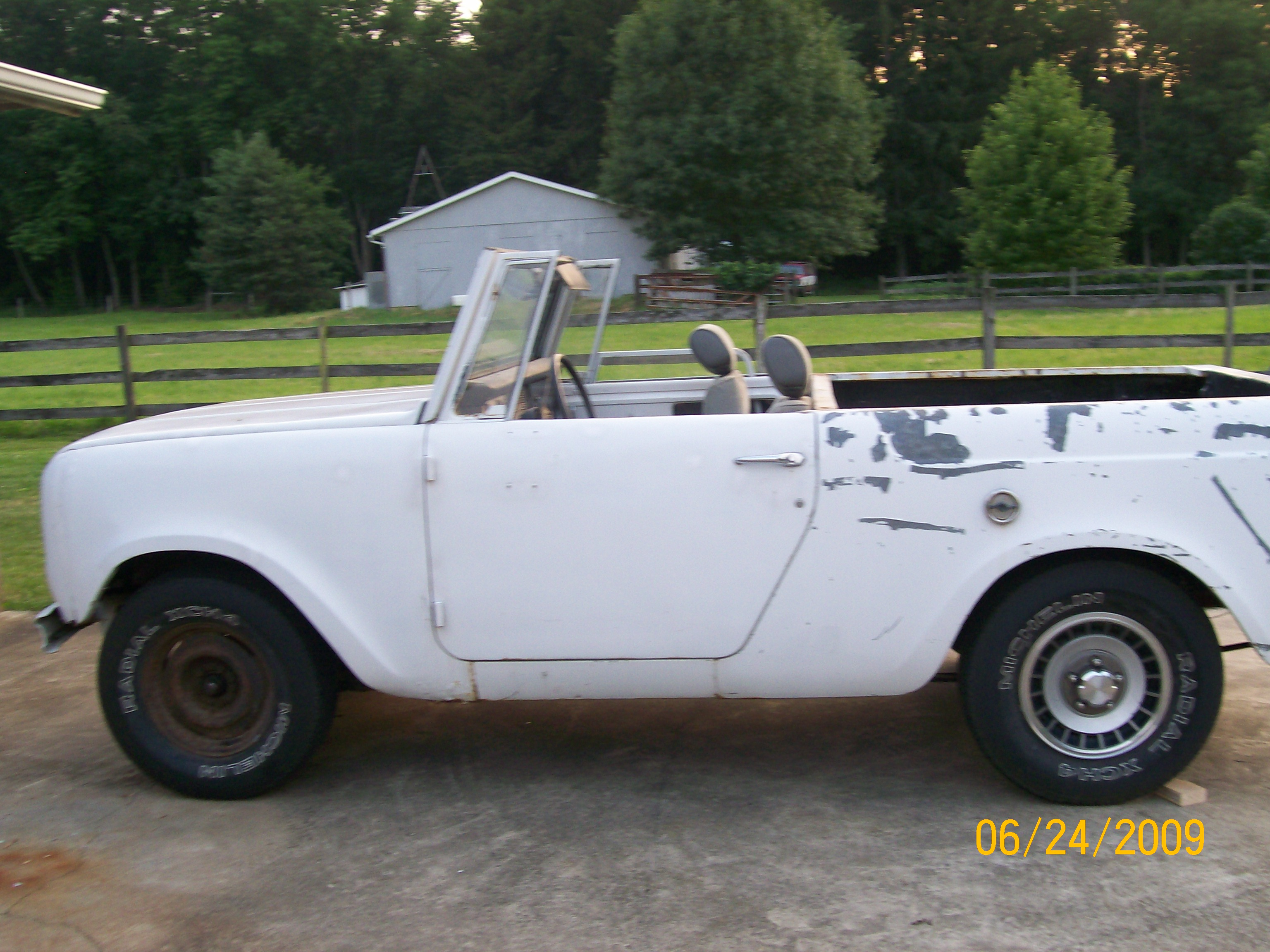
1969 Scout 800A

В ноябре 1968 года появился 800A, пришедший на смену 800. Улучшения включали увеличение комфорта, обновление трансмиссии и варианты: четырёхцилиндровый 196, шестицилиндровый 232, V8 266 или V8 304. Рядные шестёрки были доступны только в течение короткого периода в начале 1969 года. Решётка 800A состояла из трёх частей: центральная решётка и два чёрных матовых обрамления головных фар. Пикап Light Line получил кузов, очень похожий на Scout конца 1969 года.
800A можно было приобрести в комплектациях Sportop (наклонный спортивный брезентовый или стеклотканевый верх), а позже в Aristocrat или SR-2. Aristocrat был конечной версией оригинального кузова Scout. Эти грузовики имели синий цвет кузова, виниловый салон, багажник на крыше, также полный привод входил в стандартную комплектацию большинства моделей.

### Scout 800B
Последней серией 800 была 800B, доступная менее восьми месяцев, с августа 1970 года до марта 1971 года, когда её сменило второе поколение Scout II. Не считая незначительных косметических изменений (в первую очередь хромовой обрамление фар вместо матового чёрного), он был идентичен 800A. Модель выпускалась до начала производства Scout II.
800B был доступен в комплектации Comanche. Эта комплектация включает в себя специальную окраску и наклейки, хромированные детали, люки и другие дополнительные опции, такие как багажник, хромовые колёса и улучшенный интерьер. В конце 1970 года появилась комплектация Sno-Star (только шестицилиндровый двигатель), разработанная специально для использования в качестве снегоуборочной техники.